# Carl Hans Lody

Carl Hans Lody als Einjährig-Freiwilliger Marineoffizier, um 1901

Das 1934 eingeweihte Lody-Denkmal am Lübecker Burgtor vor 1945

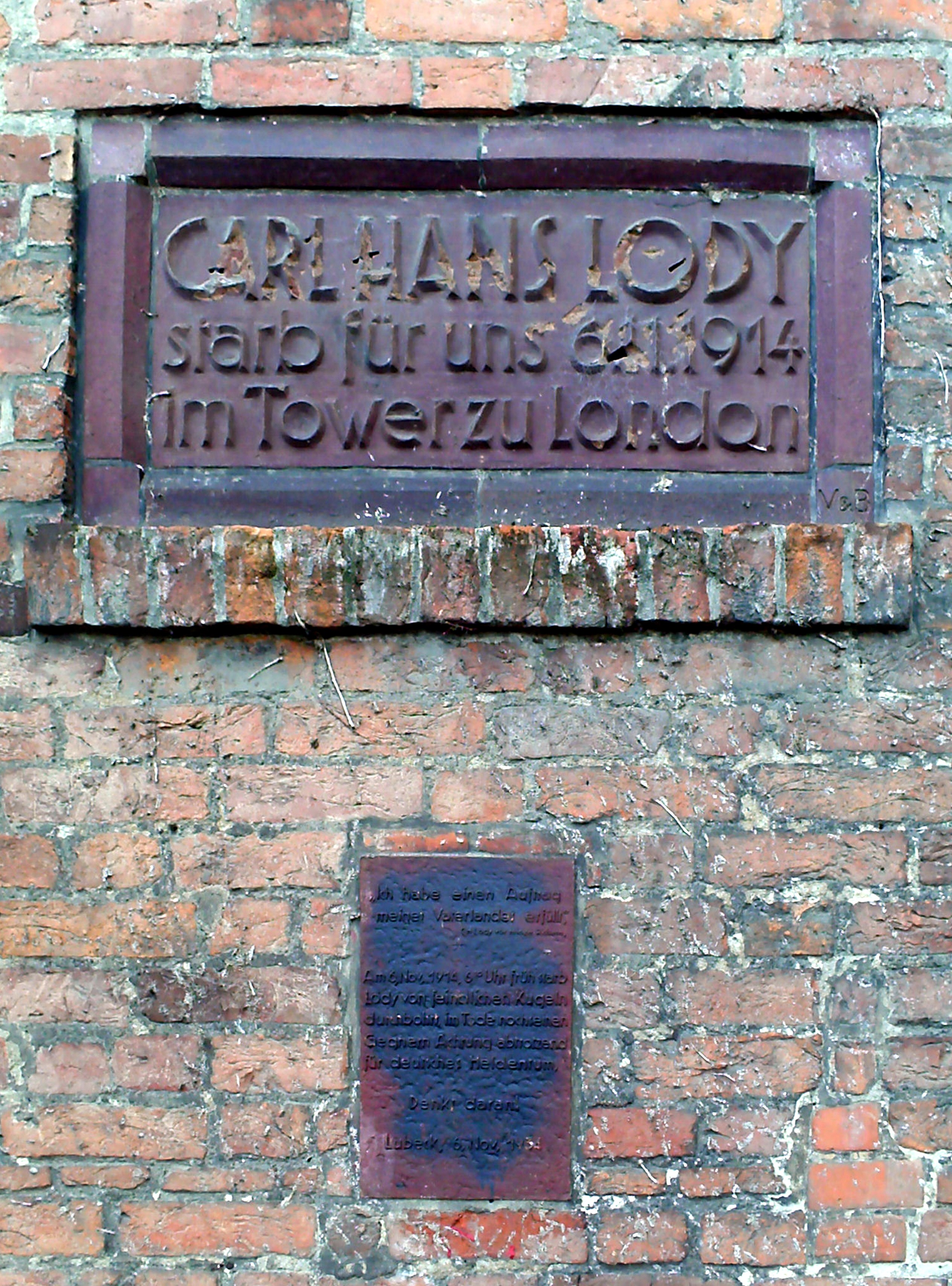
Die Gedenktafel am Lübecker Burgtor heute

Gustav Carl Gottlieb Hans Lody, Pseudonym Charles A. Inglis (* 20. Januar 1877 in Berlin; † 6. November 1914 in London) war ein deutscher Seeoffizier und Informant des Marinenachrichtendiensts im Ersten Weltkrieg. Er war der erste deutsche Spion, den die Briten während des Ersten Weltkriegs ergriffen, zum Tode verurteilten und hinrichteten.

## Leben
Carl Hans Lody wurde als Sohn des Juristen und Bürgermeisters Gustav Carl Theodor Lody (1833–1883) und dessen Ehefrau Johanna, geb. Wiedemann (1849–1885), in Berlin geboren. Sein Vater war im Staatsdienst angestellt, wurde 1878 Bürgermeister von Oderberg und 1882 Zweiter Bürgermeister von Nordhausen. Carl Hans hatte noch 3 Schwestern und einen Bruder. Ab 1882 besuchte er die Vorschule des Real-Gymnasiums Nordhausen. Ein Jahr darauf verstarb sein Vater und als 1885 auch noch seine Mutter verstarb, musste er nach Leipzig umziehen. Er fand als Vollwaise Aufnahme bei einem kinderlosen Ehepaar in Leipzig und besuchte dort die Schule weiter. Später kehrte er nach Nordhausen zurück und fand hier Aufnahme in der Familie des Oberlehrers Dr. Hoffmann. Aus dieser Familie heraus wechselte er dann noch in das Waisenhaus der Franckeschen Stiftungen. Nach seiner Konfirmation 1891 kehrte er wieder nach Leipzig zurück und begann eine Lehre in der Kolonialwarenhandlung Hugo Wilhelm Haacke. Diese brach er nach zwei Jahren ab und heuerte in Hamburg als Schiffsjunge auf dem Segelschulschiff „Sirius“ an, wo er unter dem Kapitän Behrens eine seemännische Ausbildung aufnahm. Hier stieg er zum Matrosen auf, übernahm ab 1899 sogar teilweise Offiziersaufgaben und begann dann eine formelle seemännische Ausbildung an der Navigationsschule in Geestemünde. Am 27. Juni 1900 schloss er die Marineschule mit der bestandenen Steuermannsprüfung ab. Unmittelbar danach trat er als Einjährig-Freiwilliger in die Kaiserliche Marine ein; nach Ende seines Militärdienstes fuhr er als Erster und Zweiter Offizier auf deutschen Handelsschiffen zwischen Italien, Australien und den USA. Nach erneutem Besuch der Seefahrtsschule Wesermünde erhielt er im April 1904 das Kapitänspatent. Zwischen 1905 und 1909 fuhr er als Zweiter und Dritter Offizier auf HAPAG-Dampfern, konnte jedoch wegen nachlassender Sehkraft keinen Kapitänsposten erhalten. Aus diesem Grunde wechselte er 1909 den Beruf und arbeitete als Reiseleiter, erst für ein amerikanisches Reisebüro, dann später bei der HAPAG-Linie. In diesem Jahr wurde er auch zum Oberleutnant zur See der Reserve ernannt.
In dieser Zeit war Carl Hans Lody mit der US-Amerikanerin Louise Mare verheiratet. Bei einem Aufenthalt in New York sah er, wie eine Frau und ein Kind vom Landungssteg in das Hafenbecken stürzten. Er rettete beiden das Leben und wurde dafür mit der Lebensrettermedaille der USA ausgezeichnet. Bei seinen Landgängen in Deutschland besuchte er recht häufig seine Geschwister in Nordhausen.
Im August 1914, kurz nach Ausbruch des Ersten Weltkriegs, reiste er nach Berlin und bot der deutschen Admiralität seine Dienste als Informant im Ausland an. Seiner guten Sprachkenntnisse wegen wurde er angenommen und als „Berichterstatter“ (BE) des Marinenachrichtendienstes im Raum England eingesetzt. Sein Führungsoffizier war der Referatsleiter N I des Nachrichtenbüros N im Admiralstab in Berlin Fritz Prieger (geb. 1877). Lody beschaffte sich daraufhin einen falschen Pass, der ihn als den US-Bürger Charles A. Inglis auswies und reiste auf Umwegen über Dänemark und Norwegen nach Edinburgh zu seinem zugewiesenen Operationsgebiet. Hier kam er am 27. August 1914 an und verschaffte sich erste Informationen über die britische Flottenbasis Rosyth, eine wichtige Schaltstelle der britischen Marine.
Am 31. August gab er seine erste telegrafische Meldung an die ihm zur Verfügung gestellte Deckadresse von Adolf Buchard in Stockholm weiter. In ihr waren Teile des Textes in deutscher Sprache, zum Teil offen formuliert und weckten die Aufmerksamkeit des englischen Geheimdienstes MI 5. Außerdem hatte er als Absender seine Hoteladresse angegeben. Das Telegramm enthielt Informationen über mehrere englische Schlachtschiffe, die sich gerade zur Reparatur auf der Werft in Edinburgh befanden. Vermutlich führten die Informationen im Admiralstab in Berlin dazu, dass am 5. September das deutsche U-Boot U 21 das erste Schiff des Krieges versenken konnte, den britischen Kreuzer Pathfinder. Auch in den kommenden Tagen sammelte Lody weitere, für Kriegszwecke wichtige Informationen, hatte aber aus Vorsichtsgründen das Hotel in Edinburgh gewechselt. Hier hatte er inzwischen Unterschlupf bei der Engländerin Julia Brown gefunden. Doch er stand bereits unter Beobachtung des britischen Geheimdienstes MI 5, vor allem aufgrund seiner auffälligen Verhaltensweisen und weiterer, durch die englische Postkontrolle abgefangener Briefe vom 14. und vom 26. September 1914. In denen hatte er erneut Informationen militärischen Inhaltes in nur geringfügig verschlüsselter Form dargestellt. Bei einer seiner Reiseaktivitäten durch das Land wurde er am 2. Oktober im Great Sautern Hotel in Killarny (Irland) verhaftet. Obwohl er sich dabei als der US-Bürger Charles A. Inglis ausgab, förderte die Durchsuchung seines Hotelzimmers eine Liste mit deutschen Adressen und mehrere Brieftexte, darunter auch die Kopie des Telegramms vom 30. August, ans Tageslicht. Er wurde nach London überführt und die weitere Überprüfung seiner Person brachte dann den tatsächlichen Beweis der Identität seiner Person. In einer der von den Ermittlern überprüften Unterkünfte fanden sie ein Jackett mit einem Zettel des Berliner Schneiders und seinem richtigen Namen Carl Hans Lody.
In der kurzfristig anberaumten Kriegsgerichtsverhandlung am 2. November 1914 wurde Lody zum Tode verurteilt. Die Verteidigung hatte zwar betont, dass Lody als Offizier im Dienste seines Landes legitim gehandelt habe, aber das Gericht ließ dies nicht gelten. Am 6. November 1914 wurde er zur Exekution in den Tower of London gebracht. Hier lehnte er ab, dass ihm die Augen verbunden würden. Ein Erschießungskommando vollstreckte dann unmittelbar das Urteil. Der als erster ergriffene deutsche Spion in England während des Ersten Weltkrieges erregte großes Aufsehen in der Presse.
Postum wurde Lody das Eiserne Kreuz verliehen und seinen nächsten Angehörigen überreicht, die darüber jedoch Stillschweigen bewahren mussten, da ein solcher Fall in den Ordensstatuten nicht vorgesehen war.

## Nachruhm
In der Zeit des Nationalsozialismus wurde Lody vom NS-Regime zur Propagandafigur aufgebaut, wobei zustattenkam, dass über sein Leben nur wenige Details bekannt waren. Dadurch war es möglich, ihm jede gewünschte Motivation und Geisteshaltung zu unterstellen.
Am 14. Mai 1935 erhielt daher der neue Zerstörer Z 10 (Typ 34) bei seinem Stapellauf in Kiel den Namen Hans Lody. Das Schiff überstand den Zweiten Weltkrieg und wurde 1946 an das Vereinigte Königreich ausgeliefert.
An den Universitäten Berlin und Halle wurde jeweils eine Kameradschaft Lody des NS-Studentenbundes aufgestellt, deren Altherrenschaften aus vormaligen Turnerschaften des VC gebildet wurden.
Auch eines der ersten Gedichte, die der junge Bertolt Brecht noch als Schüler veröffentlichte, hatte Lody zum Thema.

## Lübecker Lody-Denkmal
Am 6. November 1934 wurde am Lübecker Burgtor ein Lody-Denkmal eingeweiht, obwohl Lody in keinerlei Verbindung zu Lübeck stand. Das Denkmal – ein Ritter in vollem Harnisch, der eine Schlange zertritt, eingelassen in eine Mauernische neben dem Tor und mit einer Gedenkplakette versehen – versuchte auch nicht, eine solche Verbindung herzustellen.
1946 wurde das Denkmal durch die Lübecker Stadtverwaltung entfernt. Die Plakette sollte gleichfalls abgenommen werden, was jedoch durch die britischen Besatzungsbehörden untersagt wurde. Sie befindet sich bis heute am Burgtor und sorgt für gespaltene Meinungen in der Lübecker Bürgerschaft, da Neonazis hier Gedenkveranstaltungen abhalten. Laut Beschluss vom 29. Oktober 2005 darf die Tafel hängen bleiben, nationalistische Veranstaltungen in der Nähe sollen aber unterbunden werden.